# David Bryan
Pour les articles homonymes, voir Bryan.
David Bryan (né David Bryan Rashbaum le 7 février 1962 à Edison, New Jersey) est un musicien américain de hard rock qui joue dans le groupe Bon Jovi. Il est l'auteur de la comédie musicale à succès de Broadway Memphis.
Son nom de scène est David Bryan. Son véritable nom n'a été utilisé que sur le premier album de Bon Jovi, album éponyme sorti en 1984.

## Biographie
David Bryan Rashbaum a commencé à apprendre à jouer du piano à l'âge de 7 ans. Son père était trompettiste.
David est divorcé d'April Mc Lean depuis 2005. Ils se sont connus en 1981 et s'étaient mariés en 1990. Ils ont eu ensemble trois enfants (les jumeaux Colton et Gabrielle nés le 19 mars 1994 ; ainsi que Tyger Lily, la petite dernière, née en 2000). David vit à Colts Neck, dans le New Jersey.
Il joue du piano, des claviers, de la trompette et de l'accordéon.

## Discographie

### En Solo
- On a Full Moon (1995)
- Lunar Eclipse (2000)

### Bon Jovi
- Bon Jovi (1984)
- 7800° Fahrenheit (1985)
- Slippery When Wet (1986)
- New Jersey (1988)
- Keep the Faith (1992)
- These Days (1995)
- Crush (2000)
- Bounce (2002)
- Have a Nice Day (2005)
- Lost Highway (2007)
- The Circle (2009)
- What About Now (2013)
- This House Is Not For Sale (2016)

### Contributions
- Netherworld O.S.T (1991)
- Notes: Il est également le coauteur d'une comédie musicale, Memphis, qui a reçu d'excellentes critiques depuis sa présentation à Broadway. On peut en entendre l'une des pièces, Memphis Lives In Me, sur le Box Set du groupe Bon Jovi. Cette pièce musicale raconte l'histoire du premier DJ à avoir joué de la musique noire à la radio.